# Búfal aquàtic asiàtic
El búfal aquàtic asiàtic (Bubalus arnee) és una espècie d'artiodàctil de la família dels bòvids. Viu a altituds d'entre 0 i 1.500 msnm a Bhutan, Cambodja, l'Índia, Myanmar, el Nepal i Tailàndia i ha estat extirpat de Bangladesh, Indonèsia, Laos, Malàisia, Sri Lanka i el Vietnam. El seu hàbitat natural són els herbassars, les ribes, els boscos riberencs i altres ecosistemes amb aigua abundant. Està amenaçat per la pèrdua de diversitat genètica a causa de la introgressió amb búfals domèstics i ferals, la caça i el contagi de malalties de bestiar domèstic. El seu nom específic, arnee, deriva del mot tagal arni, que significa ‘búfal’.